# Chavignon
Chavignon es una comuna francesa, situada en el departamento de Aisne, de la región de Alta Francia.

## Demografía
| 621 | 584 | 572 | 629 | 769 | 793 | 752 | 815 |
| Para los censos de 1962 a 1999 la población legal corresponde a la población sin duplicidades (Fuente: INSEE [Consultar]) |     |     |     |     |     |     |     |